# Saint-Jorioz
Saint-Jorioz – miejscowość i gmina we Francji, w regionie Owernia-Rodan-Alpy, w departamencie Górna Sabaudia.
Według danych na rok 1990 gminę zamieszkiwało 4178 osób, a gęstość zaludnienia wynosiła 198 osób/km² (wśród 2880 gmin regionu Rodan-Alpy Saint-Jorioz plasuje się na 206. miejscu pod względem liczby ludności, natomiast pod względem powierzchni na miejscu 457.).